# Cesena
Cesena (în latină Caesena, în dialect emiliano-romagnol Zisêna, iar în franceză Césène) este un oraș din provincia Forlì-Cesena, în regiunea Emilia-Romagna, în apropiere de Marea Adriatică, în Italia.

## Geografie
Situat între dealurile pre-apeniniene toscano-romagnole și câmpia Padului, pe Via Emilia Milano-Rimini, la vreo 27 de kilometri de Forlì, la circa cincisprezece kilometri de Marea Adriatică și de vechiul său port pescăresc Cesenatico, Cesena este traversat de râul Savio și de torentul Cesuola.
Orașul este situat la intersecția autostrăzilor Milano-Ancona (Autostrada Soarelui A1) și Ravenna-Roma (E45).

### Comune vecine
Bertinoro, Cervia (RA), Cesenatico, Civitella di Romagna, Gambettola, Longiano, Meldola, Mercato Saraceno, Montiano, Ravenna (RA), Roncofreddo, Sarsina

## Demografie
Cesena - evoluția demografică

|  | Graficele sunt indisponibile din cauza unor probleme tehnice. Mai multe informații se găsesc la Phabricator și la wiki-ul MediaWiki. |

Date: Recensăminte sau birourile de statistică - grafică realizată de Wikipedia

## Istoria
Denumirea localității Cesena, în timpul romanilor, era Caesena.

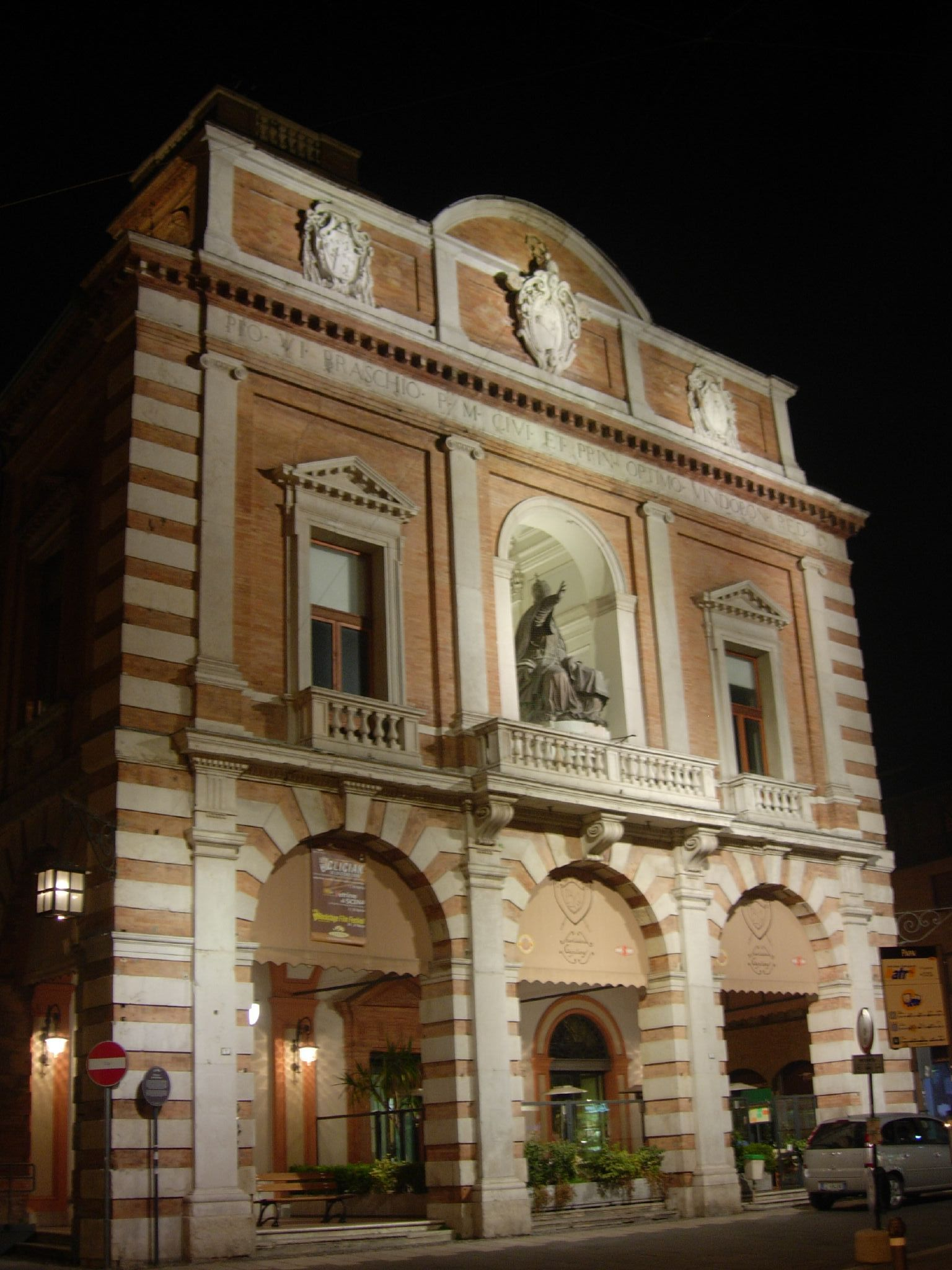
Palazzo del Capitano la Cesena

De la fondarea sa în epoca etruscă, în secolul al VII-lea î. Hr., trecând prin cea romană, prin perioada bizantină, apoi prin vicisitudinile diferiților seniori, prin perioada statului pontifical, fără să uităm perioadele familiilor Ordelaffi, Malatesta, Borgia, epoca lui Napoleon, perioada Risorgimento-ului, apoi epoca lui Garibaldi, și, pentru a încheia, evenimentele din secolul al XX-lea, orașul Cesena a trăit o istorie foarte bogată și, în același timp, sângeroasă.

## Economia
Cesena este un important centru agricol (producție, transformare și conservare a fructelor și legumelor, numeroase crescătorii avicole, de bovine și porcine).

## Frazioni
Acquarola, Aie, Bagnile, Borello, Borgo di Ronta, Borgo delle Rose, Borgo Paglia, Botteghino, Budrio, Bulgaria, Bulgarnò, Calisese, Calabrina, Capannaguzzo, Carpineta, Casalbono, Casale, Case Castagnoli, Case Frini, Case Gentili, Case Missiroli, Case Scuola Vecchia, Celincordia, Celletta, Diegaro, Formignano, Gattolino, Gualdo, Il Trebbo, Lizzano, Luogoraro, Luzzena, Macerone, Madonna dell'Olivo, Martorano, Massa, Molino Cento, Monte Aguzzo, Monte Vecchio, Montereale, Monticino, Oriola, Osteria di Piavola, Paderno, Pievesestina, Pioppa, Ponte Abbadesse, Ponte Pietra, Pontecucco, Provezza, Rio Eremo, Rio Marano, Ronta, Roversano, Ruffio, Saiano, San Carlo, San Cristoforo, San Demetrio, San Giorgio, San Mamante, San Martino in Fiume, San Matteo, San Tomaso, San Vittore, Santa Lucia, Sant'Andrea in Bagnolo, Settecrociari, Tessello, Tipano, Torre del Moro, Trebbo, Valdinoce, Villa Calabra, Villa Casone.

## Monumente

### Piazza del Popolo

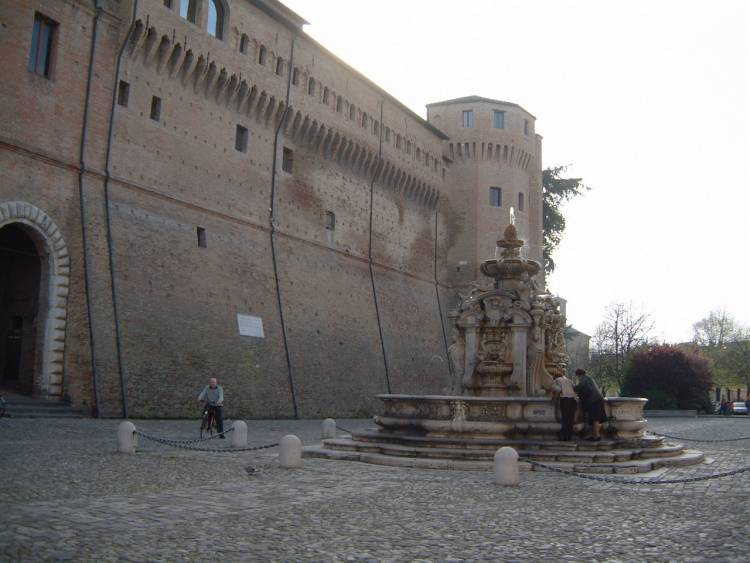
Piazza del Popolo (Piaţa Poporului), fântâna Masini şi "Loggetta Veneziana"

- Piazza del Popolo este centrul vechi al orașului. Aici se țin toate manifestările populare, sărbătorile, târgurile de miercurea și sâmbăta dimineață. Pe una din laturile pieței se află primăria și castelul. Sălile acestuia au fost, de curând, renovate, în stilul venețian de origine.

- O scară mare duce la piața acoperită (legume, plante, carne și pește). Paralel, o altă scară duce la "Rocca" și la serviciile comunale.

- În centru, se află o fântână din secolul al XVI-lea, numită "fântâna Masini", construită din marmură albă.

### Teatrul Bonci
- Teatrul comunal (recent restaurat), situat în centrul istoric al orașului, este un frumos edificiu, bogat ornat cu sculpturi și picturi în cel mai pur stil italian, cu un interior care nu este cu nimic mai prejos decât teatrele din marile orașe italiene; teatrul Bonci, a cărui construcție a fost hotărâtă în 1838, a fost inaugurat la 15 august 1846.

- Teatrul poartă numele tenorului Alessandro Bonci (1870-1940), născut la Cesena, fiul unui simplu muncitor. Lucrând ca ucenic cizmar, cânta pentru a-i distra pe prietenii săi. A fost descoperit de către un necunoscut, care l-a incitat să persevereze în această artă. Tânărul cântăreț a devenit un tenor cunoscut pe plan mondial și a cântat la Metropolitan Opera din New York.

### Biblioteca Malatestiana
Biblioteca Malatestiana este prima bibliotecă publică din Italia.

### La Rocca Malatestiana

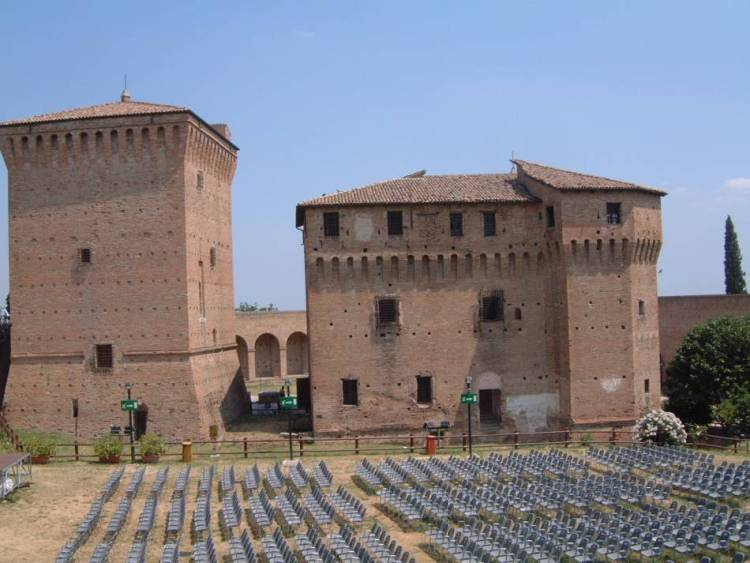
La Rocca şi teatrul în aer liber

- La Rocca Malatestiana, este zidul de incintă, în interiorul căruia se găsește centrul istoric al orașului, care a conservat o mare parte din donjonurile și porțile sale.

- Această cetate, ridicat în vârful unui deal (Garampo) în secolul al VI-lea, este constituit din mai multe construcții care adăpostesc muzeul de obiecte și ustensile vechi folosite în gospodărie și la muncile agricole. O altă parte din muzeu este consacrat descoperirilor arheologice realizate în regiune.

- Un foarte larg zid de incintă permite să se facă înconjurul cetății și să se acceadă la belvedere  și să se poată admira întreaga câmpie romagnolă, până la mare. Un mare parc de verdeață înconjoară fortăreața și permite vizitatorului să se odihnească la umbra copacilor.

- Recent, în timpul lucrărilor de săpături din centrul istoric, au fost descoperite resturi ale epocii romane, cu, între altele, un mozaic de pavaj alb și negru cu decorații vegetale, în momentul de față expuse în sala palatului comunal. Aceleași săpături au permis să se descopere intrări, până atunci necunoscute, care duceau printr-o scară în interiorul acelorași ziduri, la săli săpate sub fortăreață.[2]

- Alte vestigii, de o foarte mare valoare istorică, datând din epoca romană, au fost aduse la lumina zilei (edificii și drumuri adiacente) în anul 2005, în timpul construirii unui parking, în apropierea imediată a centrului istoric.

- La Rocca Malatestiana a fost construită de cardinalul Albornoz (circa 1380), peste un edificiu preexistent, care adăpostise, între alții, pe Frederic I Barbarossa[3] și pe nepotul său Frederic al II-lea de Hohenstaufen.[4] A fost finalizată de guvernatorul papal Lorenzo Zane în 1480, și apoi folosită de Cesare Borgia[5] drept închisoare pentru Caterina Sforza.[6].

### Basilica delle Madonna del Monte

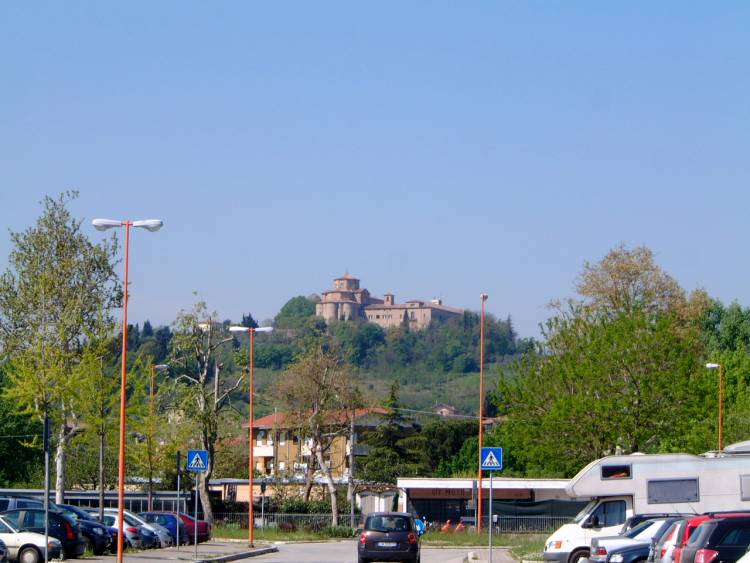
"La Basilica della Madonna del Monte"

- Basilica delle Madonna del Monte, care domină orașul de pe o colină la sud de "Rocca"", conține opere picturale de înaltă valoare istorico-culturală.
- Domul este de o valoare istorică și artistică, construit în stil gotico-roman prin anul 1500, conține o criptă datată din 1200.
- Curiozitatea arhitecturală din interiorul edificiului se referă la o scară vastă care urcă până la altar, și pe care, pelerinii (cei mai penitenți) o urcă în genunchi.

### Biblioteca Comandini
Biblioteca Comandini, cu 40.000 de volume și circa 1.200 de monede și medalii diferite, a fost oferită orașului Cesena de familia Comandini, la moartea lui Federico Comandini, în 1967.

### Il "Ponte Vecchio"

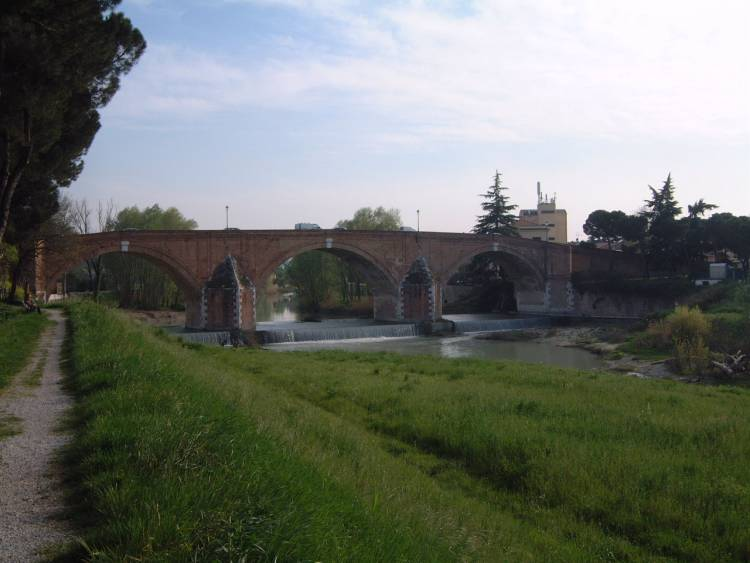
Il "Ponte Vecchio" (Podul Vechi)

Il "Ponte Vecchio" (Podul Vechi) a fost construit aproximativ în același loc cu podul datorat familiei Malatesta, care fusese distrus în timpul unei umflări a apelor, de la începutul secolului al XVIII-lea. Reconstrucția podului, cerută de papa Clement al XII-lea, a început în anul 1733. După o întrerupere de treizeci de ani, lucrul reîncepe în 1765 și se încheie în 1773. Pentru a apăra de pericolele frecventelor umflări ale apelor râului Savio, care deterioraseră precedentele construcții, arhitectul a decis construirea celor doi stâlpi, care suportă cele trei arcade, pe o bază solidă care trebuie să atenueze intensitatea curentului de apă. La fiecare extremitate, se află câte o pereche de stâlpi din cărămidă și piatră de Istria decorate cu steme și plăci comemorative. Arcada centrală, distrusă în timpul ultimului război, a fost reconstruită în anul 1946, fără ornamentul de piatră care acoperea întregul parapet.

## Personalități
- Papa Pius al VI-lea (15 februarie 1775 - 29 august 1799) (Giannangelo Braschi) s-a născut la Cesena, la 25 decembrie 1717 și a decedat la Valence (Franța), la 29 august 1799.
- Papa Pius al VII-lea (14 martie 1800 - 20 august 1823) (Barnaba Niccolò Maria Luigi Chiaramonti) s-a născut la Cesena, la 14 august 1740 și a decedat la Roma, la 20 august 1823.
- Alessandro Bonci (1870-1940), tenor italian celebru, născut la Cesena.
- Nicoletta Braschi, născută la Cesena, la 10 august 1960, actriță italiană, soția regizorului și actorului Roberto Benigni.
- Sebastiano Rossi, născut la Cesena, la 20 iulie 1964, fost fotbalist italian, titular la echipa Milano.
- Marco Bernacci, născut la Cesena, la 15 decembrie 1983, e un fotbalist italian, care joacă la echipa Ascoli, ca atacant.
- Giuseppe Palmas (1918 - 1977), fotograf născut la Cesena.

## Diverse
Dante Alighieri a imortalizat Cesena în versurile Divinei Comedii, Infernul: "E quella cu' il Savio bagna 'l fianco così com'ella sie' tra 'l piano e 'l monte, tra tirannia si vive e stato franco"

## Târguri, sărbători, piețe
- În Piața Poporului (Piazza del Popolo) (centrul istoric), în fiecare miercuri și sâmbătă dimineață, este organizată piață.

- Sărbătoarera de 1 mai.

- Vechea sărbătoare de Sf. Ioan Botezătorul (San Giovanni), la 24 iunie. Este sărbătoarea lavandei, vândută în buchet pentru parfumarea lenjeriei din dulapuri. Dar mai ales e sărbătoarea fluierițelor din zahăr colorat, care dau ocazia tinerilor îndrăgostiți să-și declare sentimentele, oferindu-și o fluieriță, iar celor mai în vârstă, să-și reînnoiască dragostea.

În această sărbătoare, au loc manifestări muzical-culturale și gastronomice, în tot centrul istoric al orașului.